# المودمة (تعز)
المودمه هي إحدى قرى الجمهورية اليمنية. تتبع جغرافيا لمحافظة تعز وإداريًا لمديرية التعزية. يبلغ تعداد سكانها 3588 نسمة حسب الإحصاء الذي أجري عام 2004.